# La compagna di banco
La compagna di banco é um filme italiano de 1977, dirigido por Mariano Laurenti.

## Sinopse
Simona Girardi (Lilli Carati) é uma jovem, filha de um industrial, que é transferida para uma escola em Trani. Todos os rapazes querem cair nas suas boas graças, mas ela apaixona-se por Mario D'Olivo (Antonio Melidoni), filho de Teo D'Olivo (Lino Banfi), dono de uma elegante boutique, apesar dos avisos dos colegas de que Mario costuma conquistar as mulheres e depois abandoná-las .

## Elenco
- Lilli Carati: Simona Girardi
- Lino Banfi: Teo D'Olivo
- Alvaro Vitali: Salvatore
- Gianfranco D'Angelo: Professor Ilario Cacioppo
- Gigi Ballista: Girardi
- Antonio Melidoni: Mario D'Olivo
- Francesca Romana Coluzzi: professoressa Marimonti
- Stefano Amato: Martocchia
- Ermelinda De Felice: Giuditta
- Nikki Gentile: Elena Mancuso
- Paola Maiolini:
- Brigitte Petronio: Mirella
- Nando Paone
- Susanna Schemmari
- Vittorio Stagni: Federico
- Linda Sini: sig.ra Girardi
- Rosario Borelli: sig. Mancuso
- Giacomo Furia: commissario Acavallo
- Cristina Grado: avvocatessa D'Olivo, moglie di Teo

## Ligações Externas
La compagna di banco. no IMDb. 